# 北九州市立横代小学校
北九州市立横代小学校（きたきゅうしゅうしりつよこしろしょうがっこう）は、福岡県北九州市小倉南区にある公立小学校。

## 態様
主な通学区域は、舞ヶ丘や横代など。1872年（明治5年）に石田勤成校として開校され、2002年には創立130周年を迎えた古くからある学校である。最盛期には、全校生徒数1000人以上が在籍していた学校だが、現在は約800人程である。

## 所在
- 北九州市小倉南区横代南町2丁目4番1号

## 行事
- 卒業式（6年生） - 3月
- 入学式（新1年生） - 4月
- 運動会 - 6月
- 夏休み - 7月、8月
- 冬休み - 12月、1月
- 春休み - 3月、4月

## 交通
- JR日田彦山線石田駅から徒歩7分
- 西鉄バス北九州横代口バス停から徒歩6分

## 周辺
- 北九州市立総合農事センター
- 金山遺跡
- 北九州市立横代中学校